# Étienne-Vincent Moreau
Étienne Vincent Moreau est un homme politique français né le 15 septembre 1733 à Saint-Ouen (Loir-et-Cher) et décédé le 11 février 1814 à Tours (Indre-et-Loire).

## Biographie
Avocat à Tours, il est député du tiers état aux États généraux de 1789 pour le bailliage de Touraine. Il siège dans la majorité et devient juge à la cour de cassation en mars 1791. Rallié au coup d'État du 18 Brumaire, il devient juge au tribunal d'appel d'Orléans en 1800, puis président du tribunal criminel d'Indre-et-Loire et enfin président de chambre à la cour d'appel d'Orléans en 1811. Il prend sa retraite en 1813.

## Sources
- « Étienne-Vincent Moreau », dans Adolphe Robert et Gaston Cougny, Dictionnaire des parlementaires français, Edgar Bourloton, 1889-1891 [détail de l’édition]
- Notices d'autorité :   - VIAF
  - IdRef
- Ressource relative à la vie publique :   - Base Sycomore